# إيفا يونبلتو
إيفا يونبلتو (Eeva Joenpelto؛ ساماتي، 17 يونيو 1921 -- لوهيا، 28 يناير 2004) كاتبة فنلندية. وكان زوجها يارل هيليمان، رئيس دار تامي للنشر.
بعد تخرجها في عام 1940 عملت يونبلتو كصحفية وفي الإعلان. كتبت عددا قليلا فقط من كتب الأطفال وبدءت الكتابة الكبار في عام 1950 مع «مدينة كآكرهولما» (Kaakerholman kaupunki). كثيرا ما صورت يونبلتو المرأة في المناطق الريفية، وصراع الأجيال، والعلاقة بين أساليب الحياة القديمة والجديدة.
تلقت عن روايتها «القاضي مولر، رجل عظيم» (Tuomari Müller, hieno mies) جائزة فنلنديا في عام 1994.

## روابط خارجية
- إيفا يونبلتو على موقع IMDb (الإنجليزية)